# Аљметјевск
Аљметјевск (рус. Альметьевск, тат. Әлмәт) град је у Русији у Татарстану. Налази се 279 km југоисточно од Казања, на 54° 54' север и 52° 16' исток. Према попису становништва из 2010. у граду је живело 146.309 становника.
Аљметјевск је основан у 17. веку, а статус града добија 1953.
Налази се у Прикамљу, на Бугуљминско-белебејевској висоравни, на левој обали реке Зај (рус. Зай).
Привреда града, као и код већине других насеља у Татарстану, зависи од производње нафте. У Аљметјевску је представништво нафтне компаније ОАО „Татнефт“.
Град се налази у московској временској зони. Према попису становништва из 2010. у граду је живело 146393 становника.

## Становништво
Према прелиминарним подацима са пописа, у граду је 2010. живело 146.309 становника, 5.872 (4,18%) више него 2002.
| 1939. | 1959.  | 1970.  | 1979.   | 1989.   | 2002.   | 2010.   |
| ----- | ------ | ------ | ------- | ------- | ------- | ------- |
| 3.100 | 50.949 | 87.092 | 109.579 | 129.008 | 140.437 | 146.393 |